# Alida Chelli
Alida Chelli, nome artístico de Alida Rustichelli (Carpi, 23 de outubro de 1943 — Roma, 14 de dezembro de 2012) foi uma atriz e cantora italiana.

## Biografia
Filha do compositor de trilha sonora e maestro Carlo Rustichelli e irmã do compositor Paolo Rustichelli, ela começou sua carreira de cantora em sua juventude, participando de programas de TV e peças teatrais.
Ela se fez conhecida com a sua versão da música Sinnò me moro, que abre o filme Uma fraude com a trilha sonora composta por seu pai em 1959: nos próximos anos a música se tornará um clássico da canção italiana no dialeto romano, e será gravada por Lando Fiorini e Gabriella Ferri, que gravará seu primeiro dueto com Luisa De Santis e depois sozinha. Neste período Alida Chelli também gravou Se è vero amore.
Atuou em muitos filmes e no teatro, muitas vezes cantando, como no musical  Quando dico che ti amo ou em comédias musicais de Rugantino, em 1978, ao lado de Enrico Montesano, Cyrano, em 1979, com Domenico Modugno e Add a seat at the table, em 1990, com Johnny Dorelli.
Seu filho Simone Annicchiarico nasceu do casamento com o ator Walter Chiari; após o término do casamento, Chelli teve um relacionamento com o conde Riccardo Rocky Agusta e depois com Pippo Baudo.
Depois de uma longa doença, ele morreu em Roma, no Ospedale Sant'Eugenio, em 14 de dezembro de 2012 com a idade de 69. Ela está enterrada no cemitério de Carpi.
No jornal La Sicilia de Catania, no dia 16 de dezembro, Pippo Baudo afirma: "Para mim é um luto pessoal, estamos ligados há sete anos, eu amei tanto e fui muito amado por ela. Foi brilhante, irônica, linda. Uma mulher muito importante".

## Cinema
- Un maledetto imbroglio, dirigido por Pietro Germi (1959)
- Colpo grosso ma non troppo (1965)
- Su e giù dirigido por Mino Guerrini (1965)
- Sono strana gente (1966)
- L'uomo del colpo perfetto, dirigido por Aldo Florio (1967)
- Quando dico che ti amo (1967)
- ...dai nemici mi guardo io! (1968)
- Gli infermieri della mutua (1969)
- Spaghetti a mezzanotte (1981)

## Televisão
- Volubile (variedade), dirigido por Stefano De Stefani (1961), Rai 1
- O Senhor dos 21 (variedade), com Alida Chelli, Ernesto Calindri, Carlo Dapporto, Erminio Macario, dirigido por Enzo Trapani (1962), Rai 1
- Ar condicionado (variedade), com Alida Chelli, Tino Buazzelli, Umberto Orsini, Scilla Gabel, Rossano Brazzi, Valeria Ciangottini (1966), Rai 2
- Pensamos na segunda-feira (variedade), com Alida Chelli, Renzo Montagnani, Ric e Gian, Adele Cossi, Sandro Massimini (1983), Rai 2
- Pensamos na segunda-feira 2 (variedade), com Alida Chelli, Renzo Montagnani, Tiziana Fiorveluti, Giorgio Ariani (1984), Rai 2
- Supersera (variedade), com Alida Chelli, Enzo Garinei, Elisabetta Virgili, Pietro De Vico, Bruno Martino (1985), Rai 2
- GB Show n.1 (variedade) com Gino Bramieri, Alida Chelli, Daniela Poggi, Pippo Baudo, Stefano Satta Flores, dirigido por Gino Landi (1985), Rai 2
- GB Show n.7 (variedade), com Gino Bramieri, Alida Chelli, Paola Quattrini, Julie Miller (1988), Rai 1

### Cenas e séries de TV
- Geminus (roteirizado) com Walter Chiari, Alida Chelli, Ira Fürstenberg, dirigido por Luciano Emmer (1969), Rai 2
- Casa dolce casa - 1ª temporada ([série), com Alida Chelli, Gianfranco D'Angelo, dirigido por Beppe Recchia (1992), Canale 5
- Casa dolce casa -  2ª temporada (série), com Alida Chelli, Gianfranco D'Angelo, dirigido por Beppe Recchia (1993), Canale 5
- Casa dolce casa -  3ª temporada (série), com Alida Chelli, Gianfranco D'Angelo, dirigido por Beppe Recchia (1994), Canale 5

## Teatro
- 1961, De Pretore Vincenzo, com Alida Chelli, Rino Bolognesi, dirigido por Eduardo De Filippo
- 1962/1964, Buonanotte Bettina, com Walter Chiari, dirigido por Garinei e Giovannini
- 1964, La manfrina, com Riccardo Billi, Fiorenzo FIorentini, Gabriella Ferri, Luísa De Santis, dirigida por Franco Enriquez
- 1972, Sem sexo, somos ingleses, com Johnny Dorelli, Bice Valori, Paolo Panelli, dirigido por Garinei e Giovannini
- 1978, Rugantino, com Aldo Fabrizi, Enrico Montesano, Bice Valori, dirigido por Garinei e Giovannini
- 1979, Cyrano, com Domenico Modugno, dirigido por Daniele D'Anza
- 1980, Cielo meu marido, com Gino Bramieri, Marisa Merlini, Franca Valeri, dirigido por Garinei e Giovannini
- 1990, Adicionar um lugar à mesa, com Johnny Dorelli, dirigido por Garinei e Giovannini

## Discografia
- 1959 - Sinnò me moro / Sospetto (Italiano RCA N 0943)
- 1960 - Dedico a você / Dias e dias (Italiano RCA N 1104)
- 1961 - Da minha janela no pátio / Indovina Guess ( italiana RCA N 1161)
- 1969 - É uma cidade grande / barco de batida (RCA Original Cast OC 12)
- 1981 - Son ciumous / So 'ciumento (Lupus LUN 4913) (lado A interpretado por Gino Bramieri)
- 1983 - Nun ce pensa / Quanno chega na cert'ora ( Polydor 810 828-7)
- 1984 - Duplo sentido duplo amor / Sinnò me moro ( Cinevox SC 1174)
- 1985 - Que coisa estranha, Roma à noite / Mas quem você pensa que era (Cinevox SC 1184)?